# Municipio de Ions Creek
El municipio de Ions Creek (en inglés: Ions Creek Township) es un municipio ubicado en el condado de Yell en el estado estadounidense de Arkansas. En el año 2010 tenía una población de 88 habitantes y una densidad poblacional de 0,29 personas por km².

## Geografía
El municipio de Ions Creek se encuentra ubicado en las coordenadas 34°48′15″N 93°33′58″O / 34.80417, -93.56611. Según la Oficina del Censo de los Estados Unidos, el municipio tiene una superficie total de 308.32 km², de la cual 308,32 km² corresponden a tierra firme y (0 %) 0 km² es agua.

## Demografía
Según el censo de 2010, había 88 personas residiendo en el municipio de Ions Creek. La densidad de población era de 0,29 hab./km². De los 88 habitantes, el municipio de Ions Creek estaba compuesto por el 100 % blancos. Del total de la población el 1,14 % eran hispanos o latinos de cualquier raza.